# 周成

周成

周成（Chau Seng，1929年3月15日—1977年），柬埔寨政治家、外交官。
周成出生在交趾支那的知尊县（今属越南安江省），是一个下高棉人。肖桑科萨是他的堂兄。
周成毕业于金边西索瓦高中后，成为法国殖民政府的一名官员。1957年4月13日加入人民社会同盟。后在西哈努克掌权期间担任过教育部长、新闻部长、农业部长等职，在当时柬埔寨威望很高。
1970年朗诺政变后，他与西哈努克一起流亡中国北京，在柬埔寨王国民族团结政府中担任特别使命大臣。
1977年，他被红色高棉逮捕，关入S-21监狱审问，残酷拷打后处决。